# Förstakammarvalet i Sverige 1956
Förstakammarvalet i Sverige 1956 var ett val i Sverige till Sveriges riksdags första kammare. Valet hölls i den fjärde valkretsgruppen i september månad 1956 för mandatperioden 1957–1964.
Två valkretsar utgjorde den fjärde valkretsgruppen: Östergötlands län med Norrköpings stads valkrets och Västernorrlands läns och Jämtlands läns valkrets. Ledamöterna utsågs av valmän från de landsting som valkretsarna motsvarade. För de städer som inte ingick i landsting var valmännen stadsfullmäktige.
Ordinarie val till den fjärde valkretsgruppen hade senast ägt rum 1948.

## Valmän
| Landsting/ stadsfullmäktige | H    | LB   | F    | S    | SKP | Totalt |
| --------------------------- | ---- | ---- | ---- | ---- | --- | ------ |
| Landsting/ stadsfullmäktige |      |      |      |      |     | Totalt |
| Östergötland                | 13   | 9    | 15   | 46   | 1   | 84     |
| Norrköping                  | 13   | 9    | 15   | 46   | 1   | 84     |
| Västernorrland              | 4    | 10   | 13   | 42   | 2   | 71     |
| Jämtland                    | 5    | 5    | 5    | 21   | 0   | 36     |
| Totalt                      | 22   | 24   | 33   | 109  | 3   | 191    |
| %                           | 11,5 | 12,5 | 17,3 | 57,1 | 1,6 | 100,0  |

## Mandatfördelning
Den nya mandatfördelningen som gällde vid riksdagen 1957 innebar att Socialdemokraterna behöll egen majoritet. 
| Parti  | Parti                            | FK 1956 | 4:e valkretsgruppen | 4:e valkretsgruppen | 4:e valkretsgruppen | FK 1957 |
| Parti  | Parti                            | FK 1956 | Innan               | Efter               | Ändring             | FK 1957 |
| ------ | -------------------------------- | ------- | ------------------- | ------------------- | ------------------- | ------- |
|        | Socialdemokraterna               | 78      | 10                  | 10                  | ▲1                  | 79      |
|        | Folkpartiet                      | 30      | 2                   | 2                   | ▬                   | 30      |
|        | Landsbygdspartiet Bondeförbundet | 25      | 3                   | 3                   | ▬                   | 25      |
|        | Högerpartiet                     | 14      | 2                   | 1                   | ▼1                  | 13      |
|        | Sveriges kommunistiska parti     | 3       | 0                   | 0                   | ▬                   | 3       |
| Totalt | Totalt                           | 150     | 17                  | 16                  | ▼1                  | 150     |

## Invalda riksdagsledamöter
Östergötlands län med Norrköpings stads valkrets:
- Carl Eskilsson, h
- Ivar Johansson, bf
- Johan Sunne, fp
- Bengt Elmgren, s
- Lars Larsson, s
- Nils Strandler, s
- Erik Wärnberg, s

Västernorrlands läns och Jämtlands läns valkrets:
- Olof Pålsson, bf
- Sven Sundin, bf
- Axel Andersson, fp
- Anselm Gillström, s
- Hjalmar Nilsson, s
- Emil Näsström, s
- Per Olofsson, s
- Carl Olsén, s
- Erik Olsson, s